# Mascaromyia rufiventris
Mascaromyia rufiventris är en tvåvingeart som först beskrevs av Macquart 1842.  Mascaromyia rufiventris ingår i släktet Mascaromyia och familjen styltflugor.
Artens utbredningsområde är Mauritius. Inga underarter finns listade i Catalogue of Life.